# Покажите мне героя
«Покажите мне героя» (англ. Show Me a Hero) — американский мини-сериал 2015 года, снятый режиссёром Полом Хаггисом на основе реальных событий и одноимённой книги Лизы Белкин. В главной роли — Оскар Айзек.

## Сюжет
Ник Васиско совершенно неожиданно для себя и окружающих побеждает на выборах главы городского совета Йонкерсa. Молодой мэр полон амбициозных планов для улучшения жизни своих граждан, но давление сверху не позволяет ему в полной мере проявить себя и выстроить свою политическую карьеру. Следующие выборы он проваливает, а новые попытки вернуться в политику завершаются неудачно. Его обманывают и предают не только соперники и конкуренты, но и те, кого он видел в ряду своих соратников. 29 октября 1993 года 34-летний Васиско окончил жизнь самоубийством.

## В ролях
- Оскар Айзек — Ник Васиско[англ.][1]
- Карла Кеведо — Нэй, жена Ника Васиско[2]
- Джеймс Белуши — Анджело Р. Мартинелли, бывший мэр Йонкерса[3]
- Альфред Молина — Хэнк Спаллоне[4][5][6]
- Вайнона Райдер — Винни Рестиано
- Боб Балабан — судья Леонард Б. Санд[7]
- Терри Кинни — Питер Смит
- Джон Бернтал — Майкл Х. Сассман, адвокат по гражданским правам и бывший федеральный прокурор, представитель NCAAP[4]
- Майкл Шталь-Дэвид — Джеймс Сурдоваль, политический консультант Ника Васиско[4]
- Кэтрин Кинер — Мэри Дорман[4]
- Латаня Ричардсон — Норма O’Нил[4]
- Кларк Питерс — Роберт Мэйхоук

## Награды и номинации
| Год  | Премия                                   | Категория                                                               | Номинант                                                          | Итог      | Примечания |
| ---- | ---------------------------------------- | ----------------------------------------------------------------------- | ----------------------------------------------------------------- | --------- | ---------- |
| 2016 | Золотой глобус                           | Лучшая мужская роль — мини-сериал или телефильм                         | Оскар Айзек                                                       | Победа    | [ 8 ]      |
| 2016 | Премия Гильдии сценаристов США           | Лучший адаптированный сценарий — крупная форма                          | Дэвид Саймон и Уильям Ф. Зорзи                                    | Номинация | [ 9 ]      |
| 2016 | Выбор телевизионных критиков             | Лучший телефильм мини-сериал                                            | Лучший телефильм мини-сериал                                      | Номинация | [ 10 ]     |
| 2016 | Выбор телевизионных критиков             | Лучшая мужская роль — мини-сериал или телефильм                         | Оскар Айзек                                                       | Номинация | [ 10 ]     |
| 2016 | Выбор телевизионных критиков             | Лучшая женская роль второго плана — мини-сериал или телефильм           | Вайнона Райдер                                                    | Номинация | [ 10 ]     |
| 2016 | Премия Гильдии режиссёров Америки        | Лучший режиссёр телефильма                                              | Пол Хаггис                                                        | Номинация | [ 11 ]     |
| 2016 | Спутник                                  | Лучший мини-сериал или телефильм                                        | Лучший мини-сериал или телефильм                                  | Номинация | [ 12 ]     |
| 2016 | Спутник                                  | Лучший актёр в мини-сериале или телефильме                              | Оскар Айзек                                                       | Номинация | [ 12 ]     |
| 2016 | Спутник                                  | Лучшая актриса второго плана в телесериале, мини-сериале или телефильме | Кэтрин Кинер                                                      | Номинация | [ 12 ]     |
| 2016 | USC Scripter Award                       | Лучший адаптированный сценарий                                          | Дэвид Саймон, Уильям Ф. Зорзи и Лиза Белкин                       | Победа    | [ 13 ]     |
| 2016 | Премия Ассоциации телевизионных критиков | Премия за выдающиеся достижения в кино, сериале и специальном шоу       | Премия за выдающиеся достижения в кино, сериале и специальном шоу | Номинация | [ 14 ]     |